# Maurice Vignerot
Maurice Marie Joseph Vignerot (ur. 25 listopada 1879 w Paryżu, zm. 28 sierpnia 1953 w Gap) – francuski krokiecista, który na Igrzyskach Olimpijskich 1900 w Paryżu zdobył srebrny medal w tej dyscyplinie.